# إرلينغ هالي
إرلينغ هالي هو عسكري نرويجي، ولد في 16 مارس 1918، وتوفي في 20 فبراير 1988.